# Adidas Fevernova

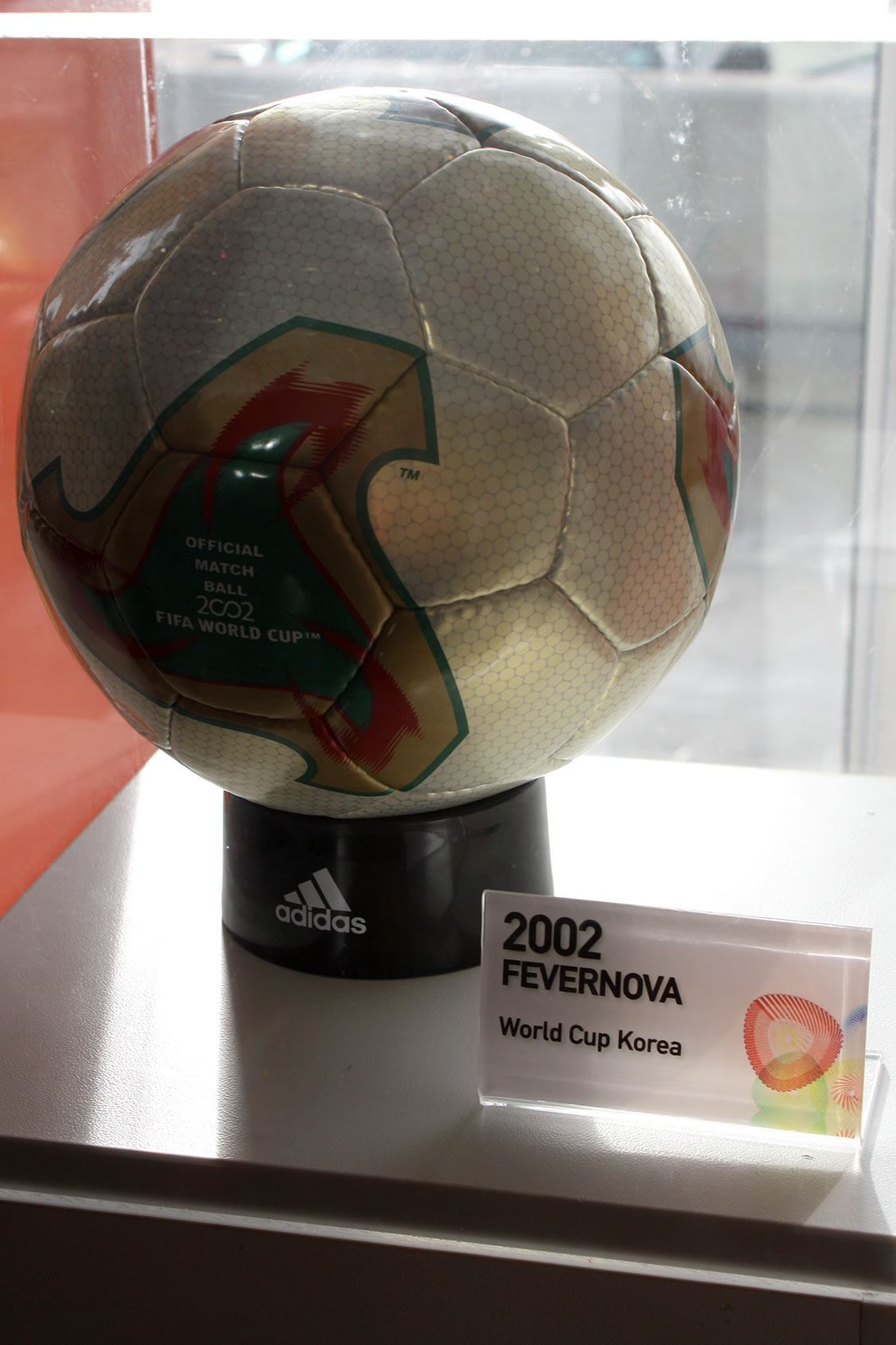
Adidas Fevernova

Fevernova — официальный мяч Чемпионата мира по футболу 2002 в Японии и Южной Корее. Данный мяч был разработан компанией Adidas специально для этого чемпионата. Он был презентован 30 ноября 2001 года, а 9 декабря 2001 года им впервые сыграли товарищескую игру сборные Южной Кореи и США.

## Технические характеристики
Мяч был сшит из 32 фрагментов (20 шестиугольных и 12 пятиугольных). Фрагменты состоят из 11 слоёв, имея толщину 3 миллиметра. С целью улучшения передачи энергии мячу ногой, один из слоёв создан из специальной пены на основе стойкого полиуретана с мелкими газонаполненными полостями. Внутренняя поверхность состоит из плотной плетёной синтетической ткани, обеспечивающей пружность и ограниченную деформацию мяча. Внешняя поверхность изготовлена из соединения искусственного полистирола и натурального каучука.

## Дизайн
Fevernova стал первым официальным мячом чемпионатов мира, который отошёл от обычного, начиная с появления Adidas Tango в 1978 году, дизайна мячей.
Поверхность мяча покрыта узором из сотен кружочков более светлого цвета. На мяче в четырёх местах расположены стилизации с языками красного пламени в золотом обрамлении.